# Piero Hincapié
Piero Martín Hincapié Reyna (Esmeraldas, 2002. január 9. –) ecuadori válogatott labdarúgó, a német Bayer Leverkusen hátvédje.

## Pályafutása

### Klubcsapatokban
Hincapié az ecuadori Esmeraldas városában született. Az ifjúsági pályafutását az Escuela Refinería, az Emelec Esmeraldas, a Barcelona Esmeraldas, a Norte América és a Deportivo Azogues csapatában kezdte, majd az Independiente del Valle akadémiájánál folytatta.
2019-ben mutatkozott be az Independiente del Valle felnőtt keretében. 2020-ban az argentin Tallereshez igazolt. 2021. augusztus 16-án ötéves szerződést kötött a német első osztályban szereplő Bayer Leverkusen együttesével. Először a 2021. szeptember 19-ei, Stuttgart ellen 3–1-re megnyert mérkőzés 50. percében, Patrik Schick cseréjeként lépett pályára. Első ligagólját 2021. december 4-én, a Fürth ellen hazai pályán 7–1-es győzelemmel zárult találkozón szerezte meg.

### A válogatottban
Hincapié az U17-es korosztályú válogatottban is képviselte Ecuadort.
2021-ben debütált a felnőtt válogatottban. Először a 2021. június 14-ei, Kolumbia ellen 1–0-ra elvesztett mérkőzésen lépett pályára. Első gólját 2021. november 11-én, Venezuela ellen 1–0-ás győzelemmel VB-selejtezőn szerezte meg.

## Statisztikák
2023. május 21. szerint
| Klub             | Szezon   | Osztály    | Bajnokság | Bajnokság | Kupa  | Kupa | Nemzetközi | Nemzetközi | Összesen | Összesen |
| Klub             | Szezon   | Osztály    | Meccs     | Gól       | Meccs | Gól  | Meccs      | Gól        | Meccs    | Gól      |
| ---------------- | -------- | ---------- | --------- | --------- | ----- | ---- | ---------- | ---------- | -------- | -------- |
| Bayer Leverkusen | 2021–22  | Bundesliga | 27        | 1         | 0     | 0    | 6          | 1          | 33       | 2        |
| Bayer Leverkusen | 2022–23  | Bundesliga | 30        | 1         | 0     | 0    | 13         | 0          | 43       | 1        |
| Összesen         | Összesen | Összesen   | 57        | 2         | 0     | 0    | 19         | 1          | 76       | 3        |

### A válogatottban
| Válogatott | Év       | Pályára lépés | Gól |
| ---------- | -------- | ------------- | --- |
| Ecuador    | 2021     | 11            | 1   |
| Ecuador    | 2022     | 12            | 0   |
| Ecuador    | 2023     | 3             | 0   |
| Összesen   | Összesen | 26            | 1   |

#### Góljai a válogatottban
| # | Időpont            | Helyszín                                    | Ellenfél  | Gólok | Eredmény | Kiírás               |
| - | ------------------ | ------------------------------------------- | --------- | ----- | -------- | -------------------- |
| 1 | 2021. november 11. | Estadio Rodrigo Paz Delgado, Quito, Ecuador | Venezuela | 1–0   | 1–0      | 2022-es VB-selejtező |

## Sikerei, díjai
- Bayer 04 Leverkusen
  - Német bajnok: 2023–24
  - Német kupa: 2023–24